# Operacja Felix
Operacja Felix (niem. Unternehmen Felix) – niezrealizowana operacja zajęcia brytyjskiego Gibraltaru  przez III Rzeszę w trakcie II wojny światowej.

## Historia
Sprzymierzone wojska angielskie i holenderskie zajęły Gibraltar w czasie wojny o sukcesję hiszpańską w 1704. Na mocy traktatu pokojowego w Utrechcie w 1713, Gibraltar został przekazany Wielkiej Brytanii „na wieczność”.

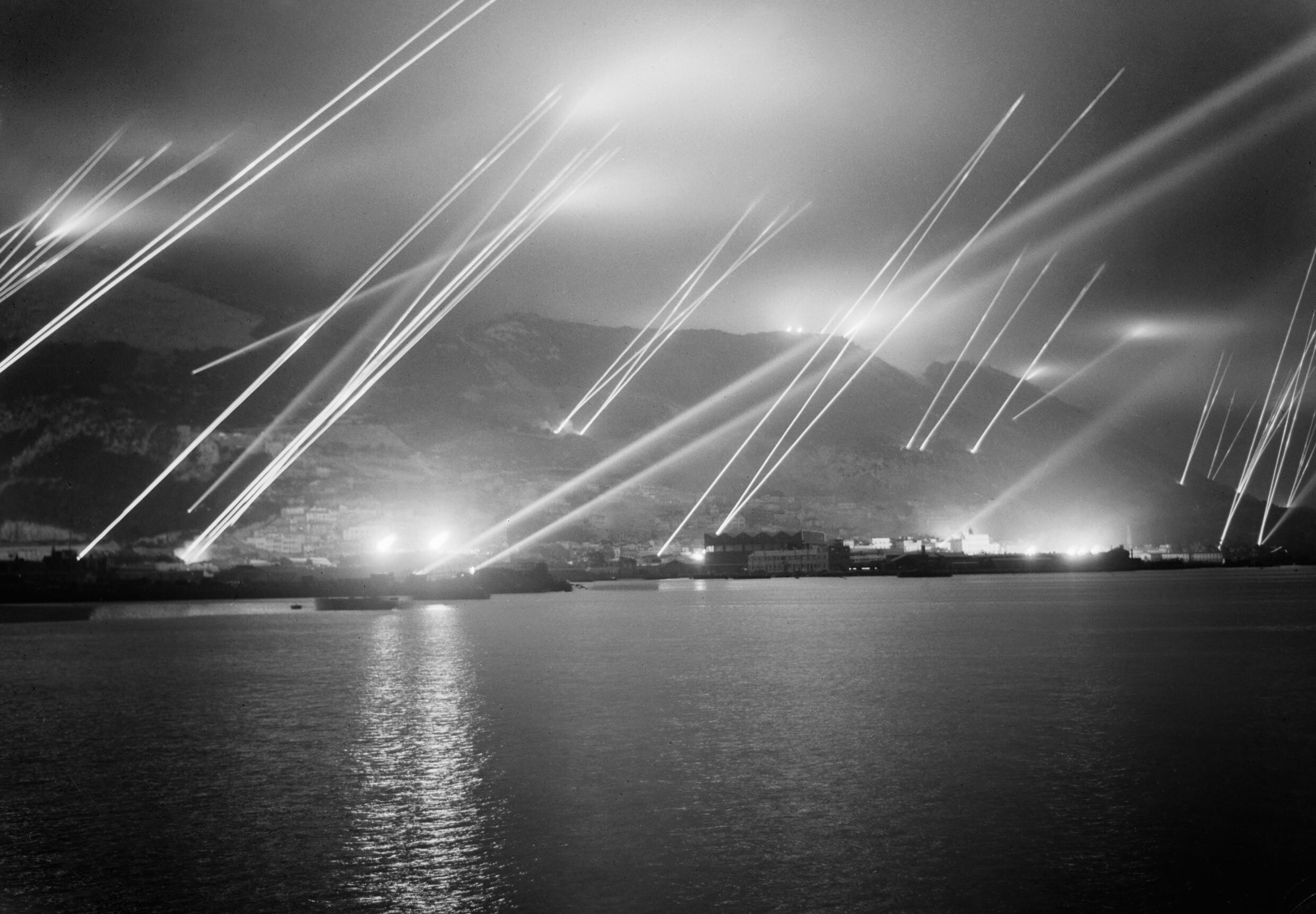
Reflektory przeciwlotnicze podczas ćwiczenia obrony przed nalotem na Gibraltar, 20 listopada 1942

Gibraltar znajduje się w miejscu, które umożliwia kontrolowanie ruchu statków wpływających i wypływających z Morza Śródziemnego. W połączeniu z administrowanym w czasie II wojny światowej przez Brytyjczyków Kanałem Sueskim, był kluczowym elementem bardzo ważnej drogi wodnej do brytyjskich kolonii i dominiów.
Przywódca Niemiec - Adolf Hitler usiłował bezskutecznie namówić do wspólnego ataku sąsiadującą z Gibraltarem Hiszpanię, znajdującą się pod dyktaturą Francisco Franco. Hiszpania była wyczerpana niedawną wojną domową (1936–1939) i Franco, mimo sympatii proniemieckich części społeczeństwa i długu wdzięczności za pomoc w wojnie domowej, unikał zaangażowania kraju w wojnie światowej. Jedyną możliwością zdobycia Gibraltaru był atak z terytorium Hiszpanii, którego plan Hitler nakreślił w dyrektywie nr 18 z listopada 1940. Pozycja samych Niemiec w rejonie śródziemnomorskim była słaba. Na Morzu Śródziemnym nie było żadnych niemieckich okrętów nawodnych, a niemieckie U-Booty zostały tam wprowadzone dopiero jesienią 1941. 
23 października 1940 roku doszło do osobistego spotkania dyktatorów obu państw w Hendaye w okupowanej Francji, podczas którego Hitler usiłował nakłonić Franco do udziału w wojnie przeciw Wielkiej Brytanii. Franco za pomoc żądał przekazania mu Gibraltaru, przyłączenia do hiszpańskiego Maroka francuskich terytoriów w Afryce Północnej i przyłączenia do Gwinei Hiszpańskiej francuskiego Kamerunu oraz zagwarantowania dostaw żywności i ropy naftowej. Uwzględnienie tych żądań było nie do przyjęcia, gdyż spowodowałoby dla Niemców utratę poparcia francuskiego rządu Vichy. Hitler jedynie uczynił obietnicę niesprecyzowanych cesji terytorialnych w Afryce. Niemcy natomiast mieli sami ograniczone ilości ropy naftowej i niewielkie możliwości przewozowe, podczas gdy gospodarka Hiszpanii była uzależniona od dostaw ropy drogą morską. Latem 1940 roku Wielka Brytania w obliczu zagrożenia Gibraltaru zablokowała dostawy ropy do Hiszpanii, a w lipcu nakłoniła do tego też rząd USA i embargo na jej dostawy trwało do lata 1941 roku, a później także były one ograniczane przez aliantów w celu skłonienia Hiszpanii do zerwania współpracy z Niemcami.
Planowaną operacją miał dowodzić feldmarszałek Walter von Reichenau. Przewidziano do niej skierować z Francji XXXIX Korpus Pancerny w składzie 16. Dywizji pancernej, 16. Dywizji Zmotoryzowanej i Dywizji Zmotoryzowanej SS „Totenkopf”. Wojska te miały zabezpieczyć drogi na południe Hiszpanii i interweniować w razie, gdyby Brytyjczycy wylądowali w Portugalii. Do samego szturmu na twierdzę przewidziano bataliony strzelców alpejskich z XXXXIX Korpusu Górskiego, trzy bataliony pionierów i pułk piechoty „Großdeutschland”. Garnizon Gibraltaru składał się latem 1940 roku z czterech batalionów piechoty, artylerii nadbrzeżnej i przeciwlotniczej oraz pododdziałów specjalistycznych. W razie inwazji, obrona Gibraltaru mogła jednak trwać długo z uwagi na względną bliskość Wysp Brytyjskich i panowanie Brytyjczyków na morzu. Należałoby się wówczas także liczyć z zajęciem przez Brytyjczyków Wysp Kanaryjskich i hiszpańskiego Maroka – w tym celu wiosną 1941 roku opracowali oni plan operacji nazwanej Puma, a następnie Pilgrim. Zabezpieczenie Maroka i Wysp Kanaryjskich leżało dopiero w dalszych planach Niemców, po zdobyciu Gibraltaru.
W końcu Hitler był gotów działać sam i bez pozwolenia zająć hiszpańskie kolonie w Afryce Północnej, by wykorzystać je do bazowania niemieckich okrętów podwodnych. 22 czerwca 1941 Hitler rozpoczął operację Barbarossa (atak na ZSRR), operacja Felix została odłożona i ostatecznie nigdy nie zrealizowana. Siły do niej przeznaczone zostały natomiast skierowane na front wschodni.